# (385250) 2001 DH47
2001 دي إتش 47 (ويعرف أيضًا باسم (385250) 2001 دي إتش 47 وفق تسمية الكوكب الصغير) (بالإنجليزية: 2001 DH47)‏ هو كويكب ضمن حزام الكويكبات؛ وترتيبه 385250 من حيث الاكتشاف.
اكتُشف هذا الجُرم الفلكي بواسطة سبيس واتش في 20 فبراير 2001.

## وصلات خارجية
- (385250) 2001 DH47 في قاعدة بيانات مختبر الدفع النفاث لأجرام النظام الشمسي الصغيرة

- الاكتشاف · مخطط المدار ·  العناصر المدارية · المعلمات المادية

- (385250) 2001 DH47 على موقع ويكي سكاي: DSS2, SDSS, GALEX, IRAS, Hydrogen α, X-Ray, Astrophoto, Sky Map, Articles and images